# Ruta Estatal de Arizona 266
La Ruta Estatal de Arizona 266, y abreviada SR 266 (en inglés: Arizona State Route 266) es una carretera estatal estadounidense ubicada en el estado de Arizona. La carretera inicia en el oeste desde la Fort Grant Road en Bonita hacia el este en la US 191     en Safford. La carretera tiene una longitud de 30,9 km (19.18 mi).

## Mantenimiento
Al igual que las autopistas interestatales, y las rutas federales y el resto de carreteras estatales, la Ruta Estatal de Arizona 266 es administrada y mantenida por el Departamento de Transporte de Arizona por sus siglas en inglés ADOT.

## Cruces
La Ruta Estatal de Arizona 266 es atravesada principalmente por la  SR 266     en Fort Grant.